# Kernkraftwerk Mihama
Das Kernkraftwerk Mihama (jap. 美浜発電所, Mihama hatsudensho), westlich des Ortes Mihama in der japanischen Präfektur Fukui gelegen, verfügt über drei Blöcke, dessen ältester seit 1970 in Betrieb war. Der Betreiber ist der Elektrizitätsversorger Kansai Denryoku.

## Block 1
Der Block 1 verfügt über einen Druckwasserreaktor (DWR) mit einer Netto- bzw. Bruttoleistung von 320 bzw. 340 MWe; seine thermische Leistung liegt bei 1031 MWt.
Mit dem Bau von Block 1 wurde am 1. Februar 1967 begonnen. Am 29. Juli 1970 erreichte der Reaktor erstmals die Kritikalität. Er wurde am 8. August 1970 mit dem Stromnetz verbunden und nahm am 28. November 1970 den kommerziellen Betrieb auf. Der Block 1 hat seit 1970 insgesamt 60,12 TWh Strom erzeugt; im Jahr 2006 erzielte er mit 8760 Betriebsstunden und einer Produktion von 2880,61 GWh sein bestes Ergebnis. Er war aufgrund der Nuklearkatastrophe von Fukushima von 2011 bis 2015 heruntergefahren und wurde am 27. April 2015 endgültig stillgelegt.

## Block 2
Der Block 2 verfügt über einen DWR mit einer Netto- bzw. Bruttoleistung von 470 bzw. 500 MWe; seine thermische Leistung liegt bei 1456 MWt.
Mit dem Bau von Block 2 wurde am 29. Mai 1968 begonnen. Am 10. April 1972 erreichte der Reaktor erstmals die Kritikalität. Er wurde am 21. April 1972 mit dem Stromnetz verbunden und nahm am 25. Juli 1972 den kommerziellen Betrieb auf. Der Block 2 hat seit 1972 insgesamt 101,6 TWh Strom erzeugt; im Jahr 2011 erzielte er mit 8187 Betriebsstunden und einer Produktion von 3864 GWh sein bestes Ergebnis. Er war von 2012 bis 2015 heruntergefahren und wurde am 27. April 2015 endgültig stillgelegt.

## Block 3
Block 3 verfügt über einen DWR mit einer Netto- bzw. Bruttoleistung von 780 bzw. 826 MWe; seine thermische Leistung liegt bei 2440 MWt.
Mit seinem Bau wurde am 7. August 1972 begonnen. Am 28. Januar 1976 erreichte der Reaktor erstmals die Kritikalität. Er wurde am 19. Februar 1976 mit dem Stromnetz verbunden und nahm am 1. Dezember 1976 den kommerziellen Betrieb auf. Block 3 hat von 1976 bis Ende 2021 171,06 TWh Strom erzeugt; im Jahr 1990 erzielte er mit 8760 Betriebsstunden und einer Produktion von 6867,04 GWh sein bestes Ergebnis. Er war von 2011 bis 2021 heruntergefahren.
Dem Block wurde von der jap. Atomaufsicht NRA eine Laufzeitverlängerung von 40 auf 60 Jahre erteilt; er kann daher bis zum 30. November 2036 betrieben werden. Er wurde am 23. Juni 2021 wieder angefahren, musste aber am 23. Oktober 2021 erneut vom Netz genommen werden, da der Betreiber Auflagen für Antiterrorismus-Maßnahmen nicht rechtzeitig erfüllte. Die erneute Inbetriebnahme wurde zwischenzeitlich für Oktober oder November 2022 erwartet. Am 5. Oktober 2024 wurde der Reaktor heruntergefahren, da man in Rohren Salzablagerungen und daraus resultierende Materialabtragungen gefunden hatte.

## Störfälle
1974 musste Block 1 wegen Leckagen an den Dampferzeugerrohren abgeschaltet werden. Es stellte sich als Problem des Primärwassers  heraus. Die Anlage wurde umgebaut und das Natriumphosphat wurde durch Hydrazin ersetzt. Am 19. April 1980 ging der Block wieder in Betrieb.
Nach zwei kleineren Vorfällen in Block 2 in den Jahren 1991 und 2003 kam es am 9. August 2004 um 15:30 Uhr Ortszeit zu einem tödlichen Unfall mit vier Opfern unter den Mitarbeitern. Nach Polizeiangaben wurden die Arbeiter von einem 270 Grad Celsius heißen Dampfstrahl erfasst. Weitere sieben Personen wurden verletzt. Der Unfall entstand durch ein Leck in der Turbinenhalle.
Eine Untersuchung zeigte erhebliche Sicherheitsmängel. So war die Röhre seit Inbetriebnahme nicht mehr kontrolliert worden. Als Folge des Unfalls musste am 25. März 2005 Yōsaku Fuji (藤 洋作, Fuji Yōsaku) als Präsident von Kansai Denryoku zurücktreten.

## Daten der Reaktorblöcke
Das Kernkraftwerk Mihama hat insgesamt drei Blöcke (Quelle: IAEA, Stand: August 2022):
| Block | Reaktortyp | Modell     | Status      | Netto- leistung in MWe (Design) | Brutto- leistung in MWe | Therm. Leistung in MWt | Baubeginn  | Erste Kritikalität | Erste Netzsyn- chronisation | Kommer- zieller Betrieb (geplant) | Abschal- tung (geplant) | Einspeisung in TWh |
| ----- | ---------- | ---------- | ----------- | ------------------------------- | ----------------------- | ---------------------- | ---------- | ------------------ | --------------------------- | --------------------------------- | ----------------------- | ------------------ |
| 1     | PWR        | WH 2LP     | Stillgelegt | 320                             | 340                     | 1031                   | 01.02.1967 | 29.07.1970         | 08.08.1970                  | 28.11.1970                        | 27.04.2015              | 60,12              |
| 2     | PWR        | M (2-loop) | Stillgelegt | 470                             | 500                     | 1456                   | 29.05.1968 | 10.04.1972         | 21.04.1972                  | 25.07.1972                        | 27.04.2015              | 101,60             |
| 3     | PWR        | M (3-loop) | In Betrieb  | 780                             | 826                     | 2440                   | 07.08.1972 | 28.01.1976         | 19.02.1976                  | 01.12.1976                        | –                       | 171,06             |